# Heidi Swedberg

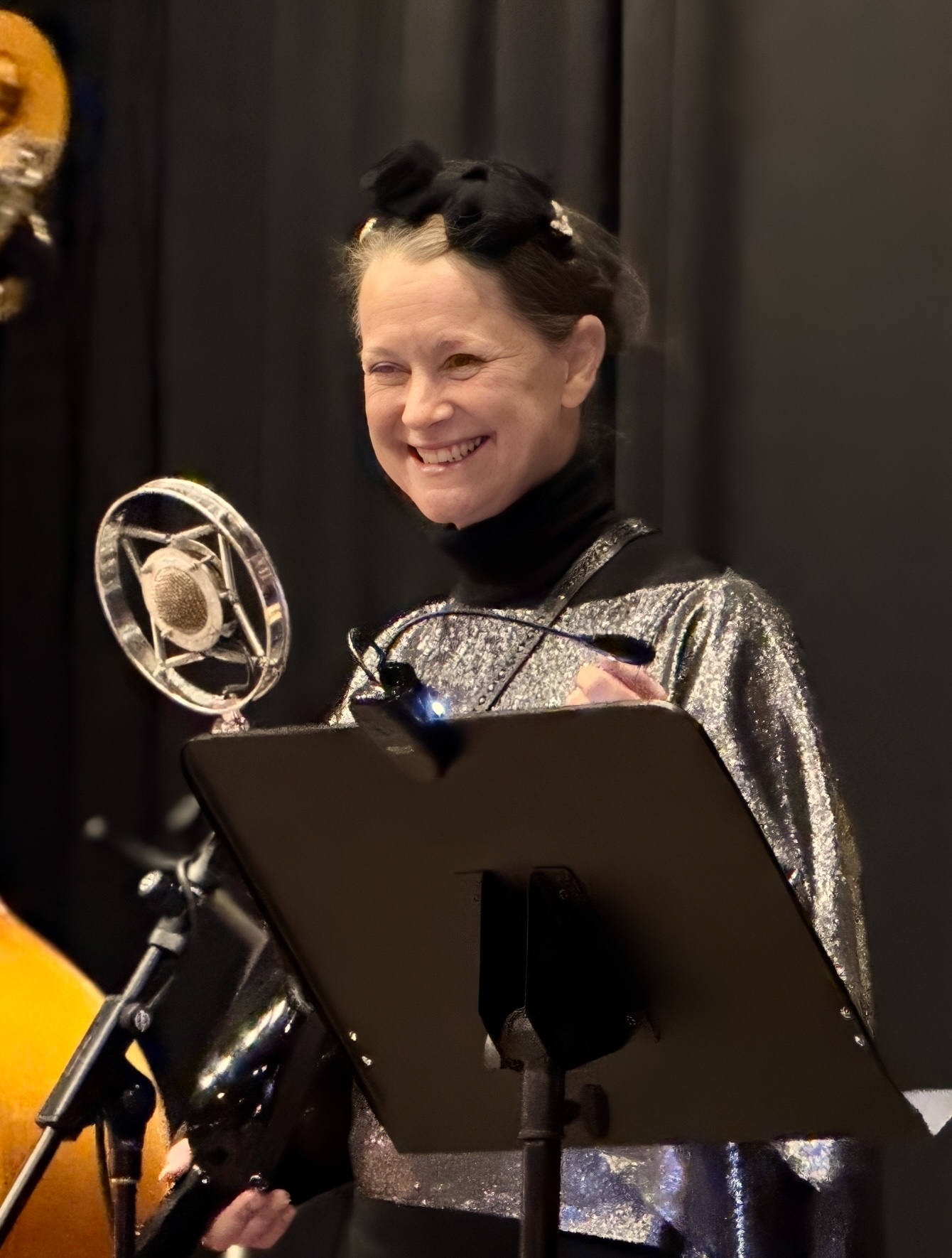
Heidi Swedberg, 2024

Heidi Swedberg (* 3. März 1966 in Honolulu, Hawaii) ist eine US-amerikanische Schauspielerin und Musikerin.

## Leben
Swedberg wurde als jüngste von vier Schwestern in Honolulu geboren und wuchs in Albuquerque, New Mexico auf.

### Schauspielerei
Nach ihrem High-School-Abschluss studierte sie drei Jahre lang Schauspiel an der University of New Mexico und besuchte dann für ein Jahr das Actors Theatre of Louisville in Louisville, Kentucky. Während dieser Zeit bekam sie durch ein offenes Vorsprechen ihre erste Nebenrolle in Norman Jewisons 1989 erschienenen Film Zurück aus der Hölle. Es folgten etliche Gastauftritte in Fernsehserien, so z. B. in Matlock (1989), Zurück in die Vergangenheit (1991) Brooklyn Bridge (1991–1992), Ein Strauß Töchter (1992) und Roc (1992–1993). Von 1992 bis 1997 übernahm sie die Rolle Susan Ross in Seinfeld. Zu den weiteren Serien, in denen sie Gastauftritte hatte, gehören Mord ist ihr Hobby (1994), Star Trek: Deep Space Nine (1994) und Grace (1994). Ab den 2000er-Jahren war sie unter anderem in den Serien Roswell (2001), Providence (2001) und Emergency Room – Die Notaufnahme (2002) zu sehen.

### Musik
In ihrem fünften Lebensjahr bekam Swedberg ihre erste Ukulele. Später, in Albuquerque, brachte sie sich selbst das Spielen und Songwriting bei. 1992 spielte sie in Hollywood die Rolle einer Singer-Songwriterin für einen Pilotfilm, wodurch sie ihr musikalisches Talent wiederentdeckte. Heute singt und spielt sie die Ukulele in ihrer Band Heidi Swedberg and The Sukey Jump Band. Die Band veröffentlichte bisher die beiden Alben PLAY! (2009) und My Cup of Tea (2013). Eine weitere Band, in der sie spielt, ist die aus Multiinstrumentalisten bestehende Gruppe The Smoking Jackets.
Seit 1994 ist sie mit dem Kameramann Philip Holahan verheiratet.

## Filmografie

### Filme
- 1989: Zurück aus der Hölle (In Country)
- 1990: Too Much Sun – Ein Stich zuviel (Too Much Sun)
- 1990: Ein Mädchen namens Dinky (Welcome Home, Roxy Carmichael)
- 1990: Kindergarten Cop
- 1991: Hot Shots! – Die Mutter aller Filme (Hot Shots!)
- 1994: Schrecken aus dem Jenseits (Twilight Zone: Rod Serling’s Lost Classics, Fernsehfilm)
- 1994: Daddy schafft sie alle (Father and Scout, Fernsehfilm)
- 1995: The Party Favor (Kurzfilm)
- 1996: Aus nächster Nähe (Up Close & Personal)
- 1996: Emergency in Space – Notfall im All (The Cold Equations, Fernsehfilm)
- 1997: Hetzjagd durch die Rocky Mountains (The Ticket, Fernsehfilm)
- 1997: Breast Men (Fernsehfilm)
- 1997: A Parking Lot Story (Kurzfilm)
- 1998: Dennis – Widerstand zwecklos (Dennis the Menace Strikes Again!)
- 1999: Das Gen-Experiment (Evolution’s Child, Fernsehfilm)
- 1999: Galaxy Quest – Planlos durchs Weltall (Galaxy Quest)
- 2000: 75 Degrees in July
- 2002: Im Zeichen der Libelle (Dragonfly)
- 2002: Jumping for Joy
- 2003: Moving Alan

### Fernsehserien
- 1989: Matlock (eine Folge)
- 1990: Die besten Jahre (Thirtysomething, eine Folge)
- 1991: Zurück in die Vergangenheit (Quantum Leap, eine Folge)
- 1991: Ausgerechnet Alaska (Northern Exposure, eine Folge)
- 1991–1992: Brooklyn Bridge (2 Folgen)
- 1992: Ein Strauß Töchter (Sisters, 2 Folgen)
- 1992–1993: Roc (3 Folgen)
- 1992–1997: Seinfeld (28 Folgen)
- 1994: Harrys Nest (Empty Nest, eine Folge)
- 1994: Mord ist ihr Hobby (Murder, She Wrote, eine Folge)
- 1994: Star Trek: Deep Space Nine (eine Folge)
- 1994: Grace (Grace Under Fire, 2 Folgen)
- 1995: If Not for You (eine Folge)
- 1996: Ein Hauch von Himmel (Touched By An Angel, eine Folge)
- 2001: Roswell (2 Folgen)
- 2001: Gideon’s Crossing (eine Folge)
- 2001: Providence (2 Folgen)
- 2001: Strong Medicine: Zwei Ärztinnen wie Feuer und Eis (Strong Medicine, eine Folge)
- 2002: Emergency Room – Die Notaufnahme (ER, 2 Folgen)
- 2002: Gilmore Girls (eine Folge)
- 2003: Oliver Beene (eine Folge)
- 2003: Becker (eine Folge)
- 2006: Without a Trace – Spurlos verschwunden (Without a Trace, eine Folge)
- 2008: Bones – Die Knochenjägerin (Bones, eine Folge)
- 2009: Die Zauberer vom Waverly Place (Wizards of Waverly Place, eine Folge)
- 2010: Hawthorne (HawthoRNe, eine Folge)